# Riedhof (Egling)

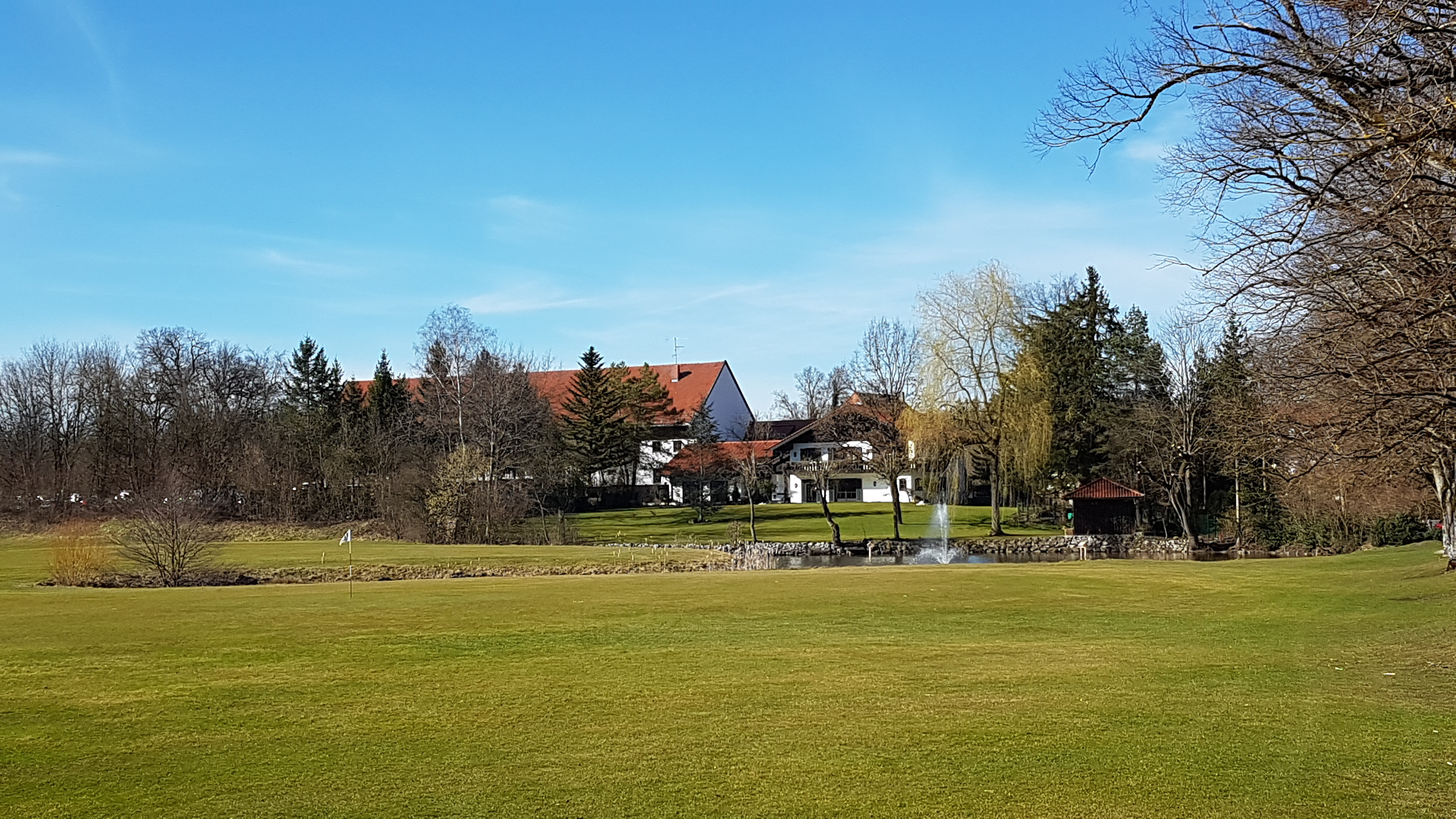
Golfclub Gut Riedhof (M-Riedhof)

Riedhof ist ein Gemeindeteil von Egling im oberbayerischen Landkreis Bad Tölz-Wolfratshausen. Der Weiler liegt circa zwei Kilometer westlich von Egling an der Staatsstraße 2070. Dieser besteht aus der Gutshofanlage, die als Golfclub geführt wird, sowie ein paar weiteren Häusern und einer Holzkapelle. 
Bis 2016 gab es hier ein Pflegeheim.